# Alutiiqs
O povo alutiiq (plural nativo alutiit), também conhecido como sugpiaq (plural sugpiat), esquimós do Pacífico ou iúpiques do Pacífico, são um povo indígena do Alasca, tradicionalmente habitantes da Enseada do Príncipe Guilherme, o exterior da Península de Kenai (onde são conhecidos como chugaches), o Arquipélago Kodiak e a Península do Alasca.
Com a ocupação russa do Alasca, a população alutiit diminuiu drasticamente, e muitos se converteram à Ortodoxia Russa, um exemplo conhecido sendo São Pedro o Aleúte, venerado pela Igreja Ortodoxa. Originalmente, tinham um estilo de vida costeiro, dependendo da pesca de salmão, halibute e baleia, vivendo em casas semi-subterrâneas chamadas ciqlluaq. Hoje, ainda têm uma economia de subsistência baseada na pesca, mas adotam estilos de vida mais modernos.
O idioma tradicional dos alutiit é a língua alutiiq, da família iúpique, mutualmente ininteligível com o aleúte, apesar da proximidade geográfica e dos nomes semelhantes. Atualmente, cerca de 70,2% da população alutiiq ainda fala o idioma, mas parte da população adotou integralmente a língua inglesa. Em 2010, a high school de Kodiak, cujo dialeto local estava reduzido a 50 falantes e ameaçado de extinção, passou a dar aulas na língua.
Loren Leman, ex-vice-governador do Alasca, é descendente de alutiit e russos, sendo o primeiro nativo americano a ser eleito vice-governador.